# Elaphromorpha
Elaphromorpha är ett släkte av fjärilar. Elaphromorpha ingår i familjen praktmalar, Oecophoridae.
Kladogram enligt Catalogue of Life:
| Elaphromorpha | \| \| Elaphromorpha dryoterma \| \| \| \| \| \| Elaphromorpha glycimmichla \| \| \| \| |
|               | \| \| Elaphromorpha dryoterma \| \| \| \| \| \| Elaphromorpha glycimmichla \| \| \| \| |
|               | Elaphromorpha dryoterma                                                                |
|               |                                                                                        |
|               | Elaphromorpha glycimmichla                                                             |
|               |                                                                                        |